# مارتینا ۹۸۱
سیارک ۹۸۱ (به انگلیسی: 981 Martina، نامگذاری:1917S92) نهصد و هشتاد و یکمین سیارک کشف شده‌است که در ۲۳ سپتامبر ۱۹۱۷ و در رصدخانه سایمیز کشف شد.
قدر مطلق سیارک برابر ۱۰٫۵۷ است.